# Tamotsu Suzuki
Tamotsu Suzuki (jap. 鈴木 保 Suzuki Tamotsu; * 29. April 1947 in Saitama) ist ein ehemaliger japanischer Fußballspieler und -trainer.

## Karriere
Suzuki spielte in der Jugend für die Rikkyō-Universität. Er begann seine karriere bei Nissan Motors. Er spielte dort von 1972 bis 1974 und war später von 1985 bis 1989 Trainer dieser Mannschaft. 1989 betreute er die Japanische Fußballnationalmannschaft der Frauen.